# Bơi nghệ thuật tại Đại hội Thể thao châu Á 2014 – Đồng đội Nữ
Nội dung biểu diễn đồng đội nữ bộ môn bơi nghệ thuật tại Đại hội Thể thao châu Á 2014 ở Incheon, Hàn Quốc. Nội dung thi đấu này diễn ra từ ngày 21 đến ngày 22 tháng 9 năm 2014 tại Trung tâm thể thao dưới nước Munhak Park Tae-hwan.

## Lịch thi đấu
Tất cả các giờ đều là Giờ chuẩn Hàn Quốc (UTC+09:00)
| Ngày                          | Giờ   | Nội dung          |
| ----------------------------- | ----- | ----------------- |
| Chủ Nhật, 21 tháng 9 năm 2014 | 15:00 | Technical routine |
| Thứ Hai, 22 tháng 9 năm 2014  | 15:00 | Free routine      |

## Kết quả
Chú thích
- FR — Dự bị trong nội dung free
- RR — Dự bị trong nội dung technical và free
- TR — Dự bị trong nội dung technical

| Thứ hạng | Đội tuyển | Technical | Free    | Tổng cộng |
| -------- | --- | --------- | ------- | --------- |
| 1        | Trung Quốc (CHN) · Chen Xiaojun · Gu Xiao · Guo Li · Li Xiaolu (TR) · Liang Xinping · Sun Wenyan (FR) · Sun Yijing · Tang Mengni · Yu Lele (TR) · Zeng Zhen (FR)                                                              | 91.3888   | 94.3333 | 185.7221  |
| 2        | Nhật Bản (JPN) · Miho Arai (TR) · Aika Hakoyama · Yukiko Inui · Mayo Itoyama (RR) · Hikaru Kazumori (FR) · Kei Marumo · Risako Mitsui · Kanami Nakamaki · Mai Nakamura · Kurumi Yoshida                                       | 89.6714   | 92.0333 | 181.7047  |
| 3        | CHDCND Triều Tiên (PRK) · Jong Na-ri · Jong Yon-hui · Kang Un-ha · Kim Jin-gyong · Kim Jong-hui · Kim Ju-hye · Kim U-na (RR) · Ri Il-sim · Ri Ji-hyang · Yun Yu-jong (RR)                                                     | 83.3914   | 83.7333 | 167.1247  |
| 4        | Uzbekistan (UZB) · Dinara Ibragimova · Khurshida Khakimova · Mukhlisakhon Khayriddinova · Yuliya Kim · Anastasiya Ruzmetova · Nigora Shomakhsudova (RR) · Gulsanam Yuldasheva · Anastasiya Zdraykovskaya · Shokhida Zokhidova | 73.3761   | 75.2333 | 148.6094  |
| 5        | Ma Cao (MAC) · Au Ieong Sin Ieng · Chang Si Wai · Cheong Ka Ieng (TR) · Gou Cheng I · Kou Chin · Lo Wai Lam · Lo Wai Si · Lok Ka Man (FR) · Wong I Teng                                                                       | 67.2378   | 69.7667 | 137.0045  |
| 6        | Hồng Kông (HKG) · Chan Hoi Lam · Samantha Cheung · Nora Cho · Kwok Kam Wing · Michelle Lau · Pang Ho Yan · Pang Tsz Ching · Wong Yin Ling                                                                                     | 63.7814   | 67.2667 | 131.0481  |